# Butanona
La butanona o también, metiletilcetona o mec es un compuesto químico orgánico de la familia de las cetonas. En condiciones ambientales, se presenta en forma de líquido incoloro inflamable, de olor dulzón y penetrante. En la naturaleza, se encuentra como sustancia en el reino vegetal, producido por algunos árboles y presente en pequeñas cantidades en frutos y vegetales. Es un producto industrial, utilizado como base disolvente en diversas aplicaciones y como intermediario de síntesis del peróxido de metiletil cetona, usado en la catálisis de algunas reacciones de polimerización. En el medioambiente, se encuentra como producto derivado de la combustión de carburantes de los motores de medios de locomoción.